# Tomosynthèse

Tomosynthèse d'un poumon touché par une fibrose due à une aspergillose chronique.

La tomosynthèse, ou tomosynthèse numérique, est une modalité d'imagerie médicale à haute résolution spatiale permettant de réaliser des tomographies à rayons X sur un angle limité, à des niveaux de dose similaires à la radiographie. Elle est particulièrement utilisée dans l'imagerie du sein mais elle a également été utilisée pour diverses applications cliniques, comme l'imagerie vasculaire, l'imagerie dentaire, l'imagerie orthopédique, l'imagerie musculo-squelettique, ou encore l'imagerie thoracique.

## Historique
Le concept de tomosynthèse a été proposé par Ziedses des Plantes, qui a développé des méthodes de reconstruction d'un nombre arbitraire de plans à partir d'un ensemble de projections. Bien que cette modalité se soit développée lentement, à cause de l'essor de la tomodensitométrie, l'intérêt commence à se porter de nouveau sur la tomosynthèse du fait de la faible exposition aux rayonnements ionisants qu'elle permet, comparée à la tomodensitométrie.

## Reconstruction
Les algorithmes de tomosynthèse sont similaires à ceux utilisés en tomodensitométrie car ils sont basés sur la réalisation d'une inversion de la transformée de Radon. En revanche, dans le cas de la tomosynthèse, ces algorithmes doivent réaliser des approximations pour compenser l'échantillonnage partiel des données, réalisé avec peu de projections pour cette modalité. Diverses approches permettent d'aboutir à la reconstruction des données : la rétro-projection filtrée, les algorithmes itératifs, ou encore d'espérance-maximisation.

## Différences par rapport aux autres modalités d'imagerie
La tomosynthèse numérique combine l'acquisition et le traitement de l'image numérique, avec une chaîne d'acquisition radiologique classique tube/détecteur et une rotation de cette chaine par rapport à au sujet imagé, comme en tomodensitométrie (TDM). À la différence de la TDM, où l'ensemble source/détecteur effectue au moins une rotation de 180 degrés autour du sujet, la tomosynthèse n'acquiert de données que sur un angle de rotation limité (15 à 60 degrés). De plus, le nombre d'acquisitions réalisées le long de cet arc est inférieur au nombre de projections acquises en tomodensitométrie. Cette série incomplète de projections est numériquement traitée afin d'obtenir des images similaires à la tomographie conventionnelle avec une faible profondeur de champ. En raison du traitement de l'image numérique, une série de coupes d'épaisseurs différentes, à des profondeurs différentes peut être reconstruite à partir de la même acquisition. Étant donné que moins de projections sont nécessaires que la TDM pour effectuer la reconstruction, l'exposition aux rayonnements et les coûts sont réduits.
Les algorithmes de reconstruction utilisés en tomosynthèse sont différents de ceux des TDM conventionnels parce que les algorithmes classiques de rétro-projection filtrée requièrent un ensemble complet de données. Les algorithmes itératifs basés sur l'espérance-maximisation sont les plus couramment utilisés, mais nécessitent une puissance de calcul importante. Certains fabricants ont établi des systèmes où les calculs de reconstruction peuvent être effectués en quelques secondes par des processeurs graphiques (GPU).

## Applications

### Imagerie du sein
La tomosynthèse a été approuvée par la Food and Drug Administration (FDA) pour une utilisation dans le dépistage du cancer du sein. dès 2016. Cependant il est difficile de savoir si son utilisation pour le dépistage dans des populations de femmes à risque normal est bénéfique ou pas.
La tomosynthèse numérique mammaire permet une plus grande exactitude dans le diagnostic par rapport à la mammographie conventionnelle. En tomosynthèse, comme en mammographie conventionnelle, la compression est utilisée pour améliorer la qualité de l'image et diminuer la dose de rayonnement. La laminographic est une technique d'imagerie qui date des années 1930 et appartient à la catégorie des tomographies géométriques ou linéaires.
La résolution spatiale de la tomosynthèse (85 à 160 microns) permet de disposer de coupes plus fines qu'en tomodensitométrie, généralement de 1 mm à 1,5 mm. L'augmentation de la résolution des détecteurs permet une excellente résolution dans le plan de l'image, même si la résolution selon la profondeur des coupes est toujours moins importante. Le principal intérêt dans la tomosynthèse est l'imagerie du sein, comme une extension de la mammographie. Cette modalité offre un meilleur taux de détection avec un peu plus d'augmentation de l'exposition aux rayonnements ionisants,.